# Wilkie Collins

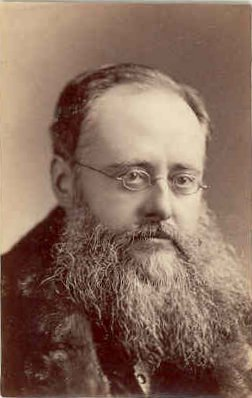
Wilkie Collins,
Foto: Napoleon Sarony, 1874

William Wilkie Collins (geboren 8. Januar 1824 in London; gestorben 23. September 1889 ebenda) war ein britischer Schriftsteller und Verfasser der ersten Mystery Thriller (siehe Kriminalroman). Er gilt als einer der großen viktorianischen Schriftsteller.

## Leben
Wilkie Collins wurde in London geboren. Sein Vater, William Collins, war ein Landschaftsmaler, der jedoch die Zukunft seines Sohnes zunächst nicht in der Kunst, sondern im Teehandel sah. Nachdem dieser wenig Neigung zum Geschäftlichen gezeigt hatte, studierte er Rechtswissenschaften am Lincoln’s Inn, wo er 1851 die Zulassung als Anwalt erhielt. Wilkies jüngerer Bruder war der präraffaelitische Maler Charles Allston Collins.

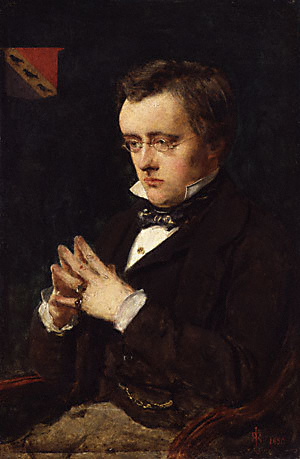
Wilkie Collins
Porträt von John Everett Millais, 1850

Seine eigentliche Berufung fand Wilkie Collins als Schriftsteller: Bereits 1843 war The Last Stagecoachman im Illuminated Magazine erschienen. Seine erste Buchveröffentlichung war eine Biografie seines Vaters (Memoirs of the Life of William Collins, Esq., R. A.), die ein Jahr nach dessen Tod im Jahr 1847 erschien. Von da an veröffentlichte er in schneller Folge 27 Romane und mehr als 50 Erzählungen:
1850 erschien Antonina oder Der Fall Roms (aus dem seinerzeit besonders beliebten Genre des historischen Romans), 1852 erschien Basil, und weiter fast in jährlichem Rhythmus weitere Werke. Er sollte zu einem der populärsten (und bestbezahlten) Autoren seiner Zeit werden. Seine bekanntesten Werke sind Die Frau in Weiß (The Woman in White, 1860) und Der Monddiamant (The Moonstone, 1868). Beide Romane würde man heute als Mystery Thriller oder im Fall von The Moonstone als Detective Novel bezeichnen, und man kann Wilkie Collins mit einigem Recht als einen der Begründer dieser Genres sehen. Das Spätwerk The Haunted Hotel (1878) stellt einen sich von der Masse durch seinen psychologischen Gehalt und die möglicherweise erste Darstellung von Hirntod in der englischsprachigen Literatur abhebenden Beitrag zur viktorianischen Novel of Sensation dar. Mit seinem Roman Gesetz und Frau (1875) schrieb er den ersten Kriminalroman der Literaturgeschichte mit einem weiblichen Detektiv.

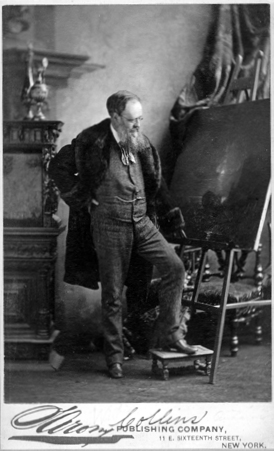
Wilkie Collins,
Foto: Napoleon Sarony, 1874

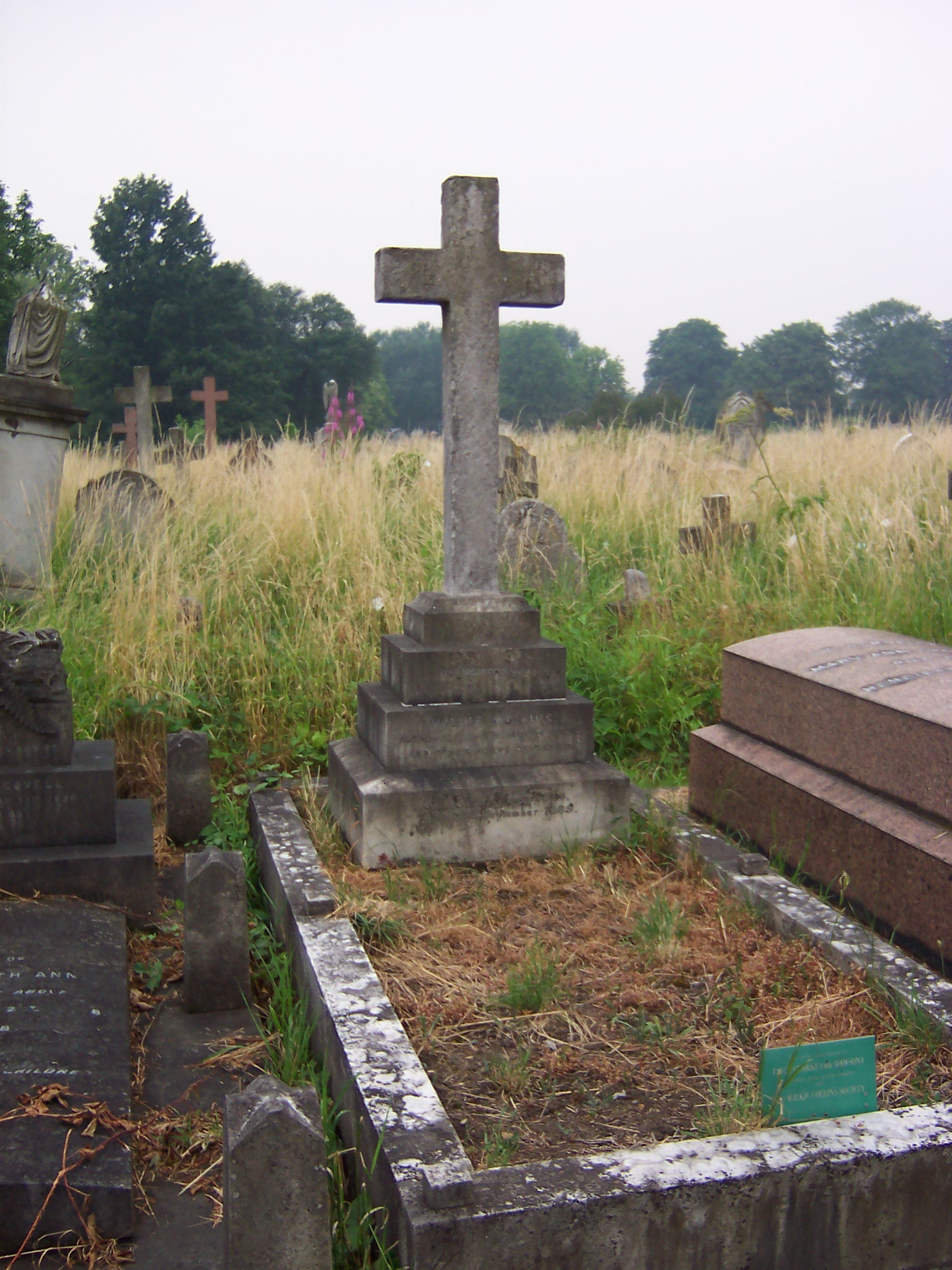
Collins’ Grab auf dem Kensal Green Cemetery in London

Wilkie Collins gilt heute als einer der großen viktorianischen Schriftsteller. Er war ein enger Freund Charles Dickens’, in dessen Schatten er nach seinem Tod lange stand. Dickens und Collins schrieben auch gemeinsam Texte. Der bekannteste Roman der beiden ist The Lazy Tour of Two Idle Apprentices. Erst im späteren 20. Jahrhundert wurde Collins wiederentdeckt und wird heute wieder verlegt. Wilkie Collins starb am 23. September 1889 im Alter von 65 Jahren in London und wurde dort auf dem Kensal Green Cemetery beerdigt.

## Werke

### Romane
- Antonina, 1850
- Basil, 1852 (deutsch als: Basils Liebe)
- Mr Wray’s Cash Box, 1852
- Hide and Seek, 1854 (deutsch als: Verbergen und Suchen)
- The Dead Secret, 1856 (deutsch als: Das Geheimnis des Myrtenzimmers)
- The Woman in White, 1860 (deutsche Übersetzungen von C. Büchele 1862, Marie Scott 1891 als Die weiße Frau, Arno Schmidt 1965 als: Die Frau in Weiß)
- No Name, 1862 (deutsch als: Ohne Namen, Sebastian Vogel 2017 als: Die Namenlosen)
- Armadale, 1866 (deutsch als: Der rote Schal)
- The Moonstone, 1868 (deutsch als: Der Monddiamant)
- Man and Wife, 1870
- Poor Miss Finch, 1872 (deutsch als: Lucilla)
- Miss or Mrs?, 1873 (deutsch als: Fräulein oder Frau)
- The New Magdalen, 1873 (deutsch als: Die neue Magdalena)
- The Law and The Lady, 1875 (deutsch als: Gesetz und Frau, Nicht Bewiesen, Was ein Weib vermag und Eine Frau will Gerechtigkeit)
- The Two Destinies, 1876
- The Haunted Hotel, 1878 (deutsch als: Der geheimnisvolle Palazzo und Das geheimnisvolle Hotel)
- The Fallen Leaves, 1879 (deutsch als: Gefallene Blätter)
- A Rogue’s Life. From his birth to his marriage, 1879 (1856 veröffentlicht als A Rogue’s Life – written by Himself)
- My Lady’s Money, 1879 (1877 veröffentlicht als: My Lady’s Money. An episode in the life of a young girl)
- Jezebel’s Daughter, 1880 (deutsch als: Jezebels Tochter)
- The Black Robe, 1881 (deutsch als: Der schwarze Rock)
- Heart and Science, 1883 (deutsch als: Herz und Wissen)
- „I Say No“, 1884 (deutsch als: Ich sage nein)
- The Evil Genius, 1886 (deutsch als: Der böse Genius)
- The Guilty River, 1886
- The Legacy of Cain, 1889
- Blind Love, 1889 (Kapitel 49ff. wurden nach Collins Aufzeichnungen von Walter Besant vollendet, deutsch als: Blinde Liebe)

### Kurzgeschichten
Wilkie Collins hat etwa 50 Kurzgeschichten geschrieben, übersetzt wurde u. a.:
- A Terribly Strange Bed, 1852 (Erstdruck in Household Words von Charles Dickens)[1][2]
  - Übers. N.N.: Ein unheimlich merkwürdiges Bett, in Das Karussell der Abenteuer. Abenteuerliche Geschichten der Weltliteratur. Staufen-Verlag, Köln 1947, S. 271–298 Volltext, leicht gekürzt und z. T. abweichender Text (S. 298: Die Verbrecher enden „am Galgen“; online: sie kommen auf „die Galeeren“ u. a.)
  - Weitere Übers. unter jeweils leicht abweichendem Titel von Ilse Hecht (Die Geschichte von einem schauerlich seltsamen Bett) 1948, Hedi Kraushaar 1964, und Irma Wehrli, Manesse Bibliothek der Weltliteratur, 1998[3]
  - Wieder in W. C.: Ein schauerliches fremdes Bett. Und andere Gruselgeschichten. Diogenes, Zürich 1991

## Briefwechsel
- William Collins, William Baker (Hrsg.): The public face of Wilkie Collins. The collected letters. 4 Bände. Pickering & Chatto, London 2005.

## Werke im Web (Auswahl)
- Die Frau in Weiß (PDF; Reprint in der Arno-Schmidt-Referenzbibliothek der GASL; 19,91 MB)
- Verbergen und Suchen (Dokumentenserver; Digitalisiertes Werk im Göttinger Digitalisierungszentrum)
- Blinde Liebe (Dokumentenserver; Digitalisiertes Werk im Göttinger Digitalisierungszentrum)
- Herz und Wissen (Dokumentenserver; Digitalisiertes Werk in der Bayerischen Staatsbibliothek München)
- Die Neue Magdalena (Digitalisiertes Werk)
- Ein tiefes Geheimnis (Digitalisiertes Werk)
- Das Eismeer (Digitalisiertes Werk)
- Das Familiengeheimnis (Digitalisiertes Werk)
- Eine verhängnisvolle Erbschaft (Digitalisiertes Werk)
- Ein unverdienter Tod (Digitalisiertes Werk)
- Fräulein Minna und der Reitknecht (HDigitalisiertes Werk)
- Fräulein oder Frau (PDigitalisiertes Werk)
- Herr Lismore und die Witwe (Digitalisiertes Werk)
- Herr Marmaduke und der Pfarrer (Digitalisiertes Werk)[4]

## Verfilmungen
Der Regisseur Wilhelm Semmelroth inszenierte nach Drehbüchern von Herbert Asmodi und der Musik von Hans Jönsson in den 1970er Jahren für den WDR folgende mehrteilige werkgetreue Fernsehverfilmungen, die mit großem Erfolg und hoher Sehbeteiligung in der ARD ausgestrahlt wurden:
- 1971: Die Frau in Weiß (mit Heidelinde Weis, Christoph Bantzer, Pinkas Braun, Helmut Käutner)
- 1973: Der rote Schal (mit Ellen Schwiers, Heinz Ehrenfreund, Fred Haltiner)
- 1974: Der Monddiamant (mit Anneliese Uhlig, Theo Lingen, Paul Dahlke)
- 1979: Lucilla (mit Ellen Schwiers, Gertraud Jesserer, Gerd Böckmann)

Bereits 1955 entstand innerhalb der ARD-Sendereihe „Die Galerie der großen Detektive“ eine deutsche Verfilmung des Romans „The Moonstone“/„Der Monddiamant“ unter dem Titel „Sergeant Cuff kann den Mondstein nicht finden“ mit Bruno Hübner und Heinz Bennent in den Hauptrollen.
weitere internationale Verfilmungen:
- 1949: Das Geheimnis der Frau in Weiß (The woman in white) – Regie: Peter Godfrey
- 1981: Die Frau in Weiß (Женщина в белом, Shenschtschina w belom) – Regie: Wadim Derbenjew
- 1998: Basils Liebe (Basil) – Regie: Radha Bharadwaj
- 2021: La place d’une autre – Regie Aurélia Georges[5]

## Notizen
1. ↑  auch 1856 ist überliefert, das ist das Jahr der ersten Anthologie, in der die Geschichte stand
2. ↑  siehe Lemma in der englischen Wikipedia A Terribly Strange Bed
3. ↑  Ein sehr sonderbares Bett - Wilkie Collins — Kritikatur - Das Kulturportal. Abgerufen am 28. Mai 2025.
4. ↑  für weitere Online-Übersetzungen gehe zur deutschen Fan-Seite, s. Weblinks
5. ↑  La Place d'une autre. In: cinematheque.fr. Abgerufen am 18. Dezember 2023 (französisch).

| Personendaten    | Personendaten                                                         |
| ---------------- | --------------------------------------------------------------------- |
| NAME             | Collins, Wilkie                                                       |
| ALTERNATIVNAMEN  | Collins, William Wilkie (vollständiger Name)                          |
| KURZBESCHREIBUNG | britischer Schriftsteller und Verfasser der ersten „Mystery Thriller“ |
| GEBURTSDATUM     | 8. Januar 1824                                                        |
| GEBURTSORT       | London                                                                |
| STERBEDATUM      | 23. September 1889                                                    |
| STERBEORT        | London                                                                |